# Luis Araquistáin
Luis Araquistáin Quevedo (Bárcena de Pie de Concha, 18 de junio de 1886-Ginebra, 8 de agosto de 1959) fue un periodista, escritor y político español adscrito a la generación del 14. Miembro del Partido Socialista Obrero Español, perteneció al círculo de Largo Caballero y Tomás Meabe, a quien le unía una gran amistad. 
Está considerado como el ideólogo de la radicalización de PSOE durante la Segunda República Española, por lo que al caballerismo (la corriente revolucionaria del PSOE y la UGT encabezada por Largo Caballero) a veces también se le designó con el término araquistainismo (así lo hizo en alguna ocasión Manuel Azaña).

## Biografía
Nació en Bárcena de Pie de Concha, Cantabria, el 18 de junio de 1886. Piloto náutico de profesión, fue director de las revistas España (1915-1923) y Leviatán (1934-1936), del periódico Claridad y colaborador de otros numerosos periódicos. Escribió novelas y dramas de poco éxito. Se afilió al PSOE y durante la Primera Guerra Mundial mantuvo una postura aliadófila.

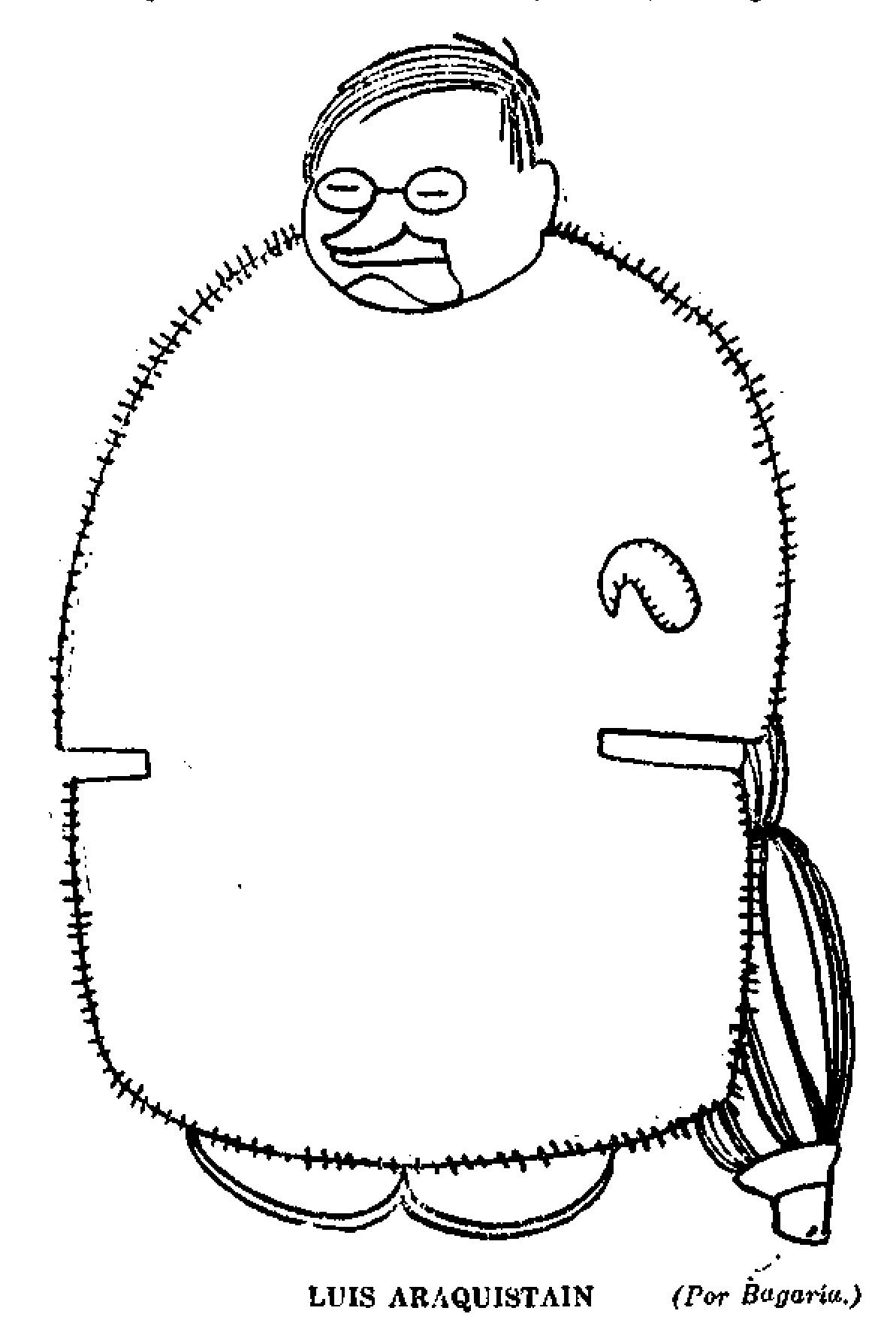
Caricaturizado por Bagaría hacia 1922

Afiliado al PSOE por segunda vez en 1929, fue el representante del socialismo democrático en la redacción de la Constitución española de 1931, y durante la Segunda República Española fue un destacado teórico y dirigente del ala izquierda de los socialistas, partidario del marxismo y del concepto de dictadura del proletariado.
Fue diputado de las Cortes republicanas por la circunscripción electoral de Vizcaya (capital) entre 1931 y 1933, y por la circunscripción de Madrid (capital) entre 1936 y 1939. Entre marzo de 1932 y mayo de 1933 desempeñó el cargo de embajador de España en Alemania. Fue nombrado para sustituir a Américo Castro, que - residiendo en Alemania - había desempeñado el cargo de forma interina. En 1934 opinó que el desarrollo de un fascismo similar al italiano o al alemán era inviable en España.
Convertido en el ideólogo del caballerismo, justificó su opción revolucionaria (frente a la opción "centrista" de Indalecio Prieto que defendía apoyar a la República democrática) partiendo de una lectura particular de la victoria del Frente Popular en las elecciones de febrero de 1936, al afirmar que «Octubre de 1934 y febrero de 1936 son históricamente inseparables. Son dos instantes de un movimiento social orgánico, dos manifestaciones de un mismo proceso revolucionario. Sin la insurrección de octubre no existiría la victoria del 16 de febrero. Esto es lo que no debe olvidar nadie, y menos que nadie los republicanos de izquierda.[...] Las izquierdas, es decir, el proletariado, quieren continuar rápida e intensamente la revolución de Octubre. La paz y la concordia [«con las clases vencidas en las urnas el 16 de febrero»] son quiméricas, y no menos quimérica una política de conciliación o de centro. A un bando o a otro, la revolución o la contrarrevolución. No hay término medio, y quien sueñe en términos medios y se obstine a situarse en un centro imaginario, se expone a ser abrasado entre dos fuegos». En una carta Manuel Azaña escribió lo siguiente en referencia a la difícil situación que vivía el gobierno del Frente Popular que él presidía:

Todo podría marchar si el araquistainismo no tuviese envenenado al Partido Socialista, de lo que vendrá seguramente la ruptura del Frente.

Al estallar la Guerra Civil, adoptó postulados más radicales aún y justificó la represión que se llevaba a cabo en la retaguardia, lamentándose de que «todavía pasará algún tiempo en barrer de todo el país a los sediciosos». En septiembre de 1936 fue nombrado embajador en Francia por el gobierno de Francisco Largo Caballero y se encargó de la compra de armas para abastecer al Ejército Popular Republicano durante la contienda hasta mayo de 1937.
Su carácter marcadamente revolucionario al inicio de la guerra se fue atemperando tras el exilio hacia la socialdemocracia, llegando a afirmar la necesidad de un gran pacto tras la guerra entre los demócratas, monárquicos y republicanos, para hacer una transición pacífica del franquismo a la democracia. Esto le granjeará la enemistad de algunos pero le abrirá las puertas a los miembros moderados del PSOE.

«Para mí ya no hay más que dos clases de españoles: los que quieren hacer las paces de nuestra Guerra Civil y los que no quieren. Para los primeros, mi casa y mis abrazos han estado y estarán siempre abiertos.»

Se exilió a Gran Bretaña y a Suiza tras la guerra; falleció en Ginebra el 8 de agosto de 1959.

## Obra publicada
- Polémica de la Guerra 1914-1915, 1915
- Dos ideales políticos y otros trabajos, Madrid, 1917
- Entre la guerra y la revolución (España en 1917), Madrid, 1917.
- Las columnas de Hércules. Farsa novelesca, Madrid, 1921.
- España en el crisol (un estado que se disuelve y un pueblo que renace), Barcelona, 1921.
- El peligro yanqui, Madrid, 1921.
- Vida y resurrección, Madrid,  1922.
- La sirena furiosa, Madrid, 1922.
- Paz suprema, Madrid, 1923.
- El archipiélago maravilloso. Aventuras fantasmagóricas, Madrid, 1923.
- Caza mayor, Madrid, 1924.
- Una santa mujer, Madrid, 1924.
- La vuelta del muerto, Madrid, 1924.
- Remedios heroicos: drama en tres actos, Madrid, 1925.
- Nuevo juicio de Salomón, Madrid, 1925.
- Aventuras póstumas de Bonifacio Sanabria, Madrid, 1925.
- Un viaje de boda, Madrid, 1926.
- La prueba, Madrid, 1926.
- El arca de Noé, 1926.
- Un ligero percance, Madrid, 1928.
- Ilustres bodas de plata, Madrid, 1928.
- Furias cautivas, Madrid, 1928.
- El coloso de arcilla: drama en tres actos y en prosa, 1928.
- El rodeo: drama en tres actos, Madrid, 1928.
- La agonía antillana: el imperio yanqui en el mar Caribe, Madrid, 1928.
- El ocaso de un régimen, Madrid, 1930.
- La revolución mejicana: sus orígenes, sus hombres, su obra, 1930.
- Cristal de doble visión, Madrid, 1932.
- La guerra desde Londres, 1942.
- España ante la idea sociológica del estado, Madrid, 1953.
- El krausismo en España, 1960.
- El pensamiento español contemporáneo, Buenos Aires, 1962.
- Marxismo y socialismo en España, Madrid, 1980.
- Sobre la guerra civil y en la emigración, 1983, (con introducción de Javier Tusell).
- La revista "España" y la crisis del estado liberal, Santander, Universidad de Cantabria, 2001.
- ¿República o monarquía? Libertad: correspondencia entre Araquistáin, Prieto y Largo Caballero entre 1945 y 1949, Madrid, 2012